# Kintbury
Kintbury è un villaggio e parrocchia civile dell'Inghilterra, appartenente alla contea del Berkshire.